# Fifty Shades Freed
Fifty Shades Freed (Brasil: Cinquenta Tons de Liberdade / Portugal: As Cinquenta Sombras - Livre) é o terceiro e último livro da trilogia Fifty Shades da autora  E. L. James.
Quando a ingênua Anastasia Steele conheceu o jovem empresário Christian Grey, teve início um sensual caso de amor que mudou a vida dos dois irrevogavelmente. Chocada, intrigada e, por fim, repelida pelas estranhas exigências sexuais de Christian, Ana exige um comprometimento mais profundo. Determinado a não perdê-la, ele concorda. Agora, Ana e Christian têm tudo: amor, paixão, intimidade, riqueza e um mundo de possibilidades a sua frente. Mas Ana sabe que o relacionamento não será fácil, e a vida a dois reserva desafios que nenhum deles seria capaz de imaginar. Ana precisa se ajustar ao mundo de opulência de Grey sem sacrificar sua identidade. E ele precisa aprender a dominar seu impulso controlador e se livrar do que o atormentava no passado. Quando parece que a força dessa união vai vencer qualquer obstáculo, a malícia, o infortúnio e o destino conspiram para transformar os piores medos de Ana em realidade e suas vidas são colocadas em jogo.